# N'Savenni
N'Savenni è uno dei sette comuni del dipartimento di Ayoun el-Atrouss, situato nella regione di Hodh-Gharbi in Mauritania. Nel censimento della popolazione del 2000 contava 5.365 abitanti.